# Euphorbia vaalputsiana
Euphorbia vaalputsiana är en törelväxtart som beskrevs av Leslie Larry Charles Leach. Euphorbia vaalputsiana ingår i släktet törlar, och familjen törelväxter. Inga underarter finns listade i Catalogue of Life.